# Berlin-Brandenburgische Akademie der Wissenschaften
Die Berlin-Brandenburgische Akademie der Wissenschaften (BBAW) ist eine Institution zur Förderung der Wissenschaft mit Sitz in Berlin und Potsdam, die 1992 durch Vertrag zwischen den Ländern Berlin und Brandenburg gegründet wurde. Sie ist Traditionsnachfolgerin der Preußischen Akademie der Wissenschaften, zu deren Mitgliedern unter anderem die Brüder Grimm, Wilhelm und Alexander von Humboldt, Lise Meitner, Theodor Mommsen, Albert Einstein und Max Planck gehörten.

## Namen
Die Berliner Akademie der Wissenschaften hieß seit:
- 11. Juli 1700: Kurfürstlich Brandenburgische Sozietät der Wissenschaften
- 18. Januar 1701 (Königskrönung Friedrichs III. von Brandenburg): Königlich Preußische Sozietät der Wissenschaften
- 24. Januar 1744: Königliche Akademie der Wissenschaften, vereinigt mit der 1743 gegründeten Société littéraire
- 10. Mai 1746: Académie Royale des Sciences et Belles-Lettres
- 24. Januar 1812: Königlich Preußische Akademie der Wissenschaften zu Berlin (gebräuchlich bereits seit der Wende zum 19. Jahrhundert)
- 28. November 1918, Novemberrevolution: Preußische Akademie der Wissenschaften
- 20. Dezember 1945, Viermächte-Status: Akademie der Wissenschaften zu Berlin
- 1. Juli 1946: Deutsche Akademie der Wissenschaften zu Berlin
- 7. Oktober 1972: Akademie der Wissenschaften der DDR
- 23. März 1987 bis 31. Dezember 1990, Deutsche Wiedervereinigung: Akademie der Wissenschaften zu Berlin (West)
- 1. August 1992: Berlin-Brandenburgische Akademie der Wissenschaften (vormals Preußische Akademie der Wissenschaften)

## Geschichte

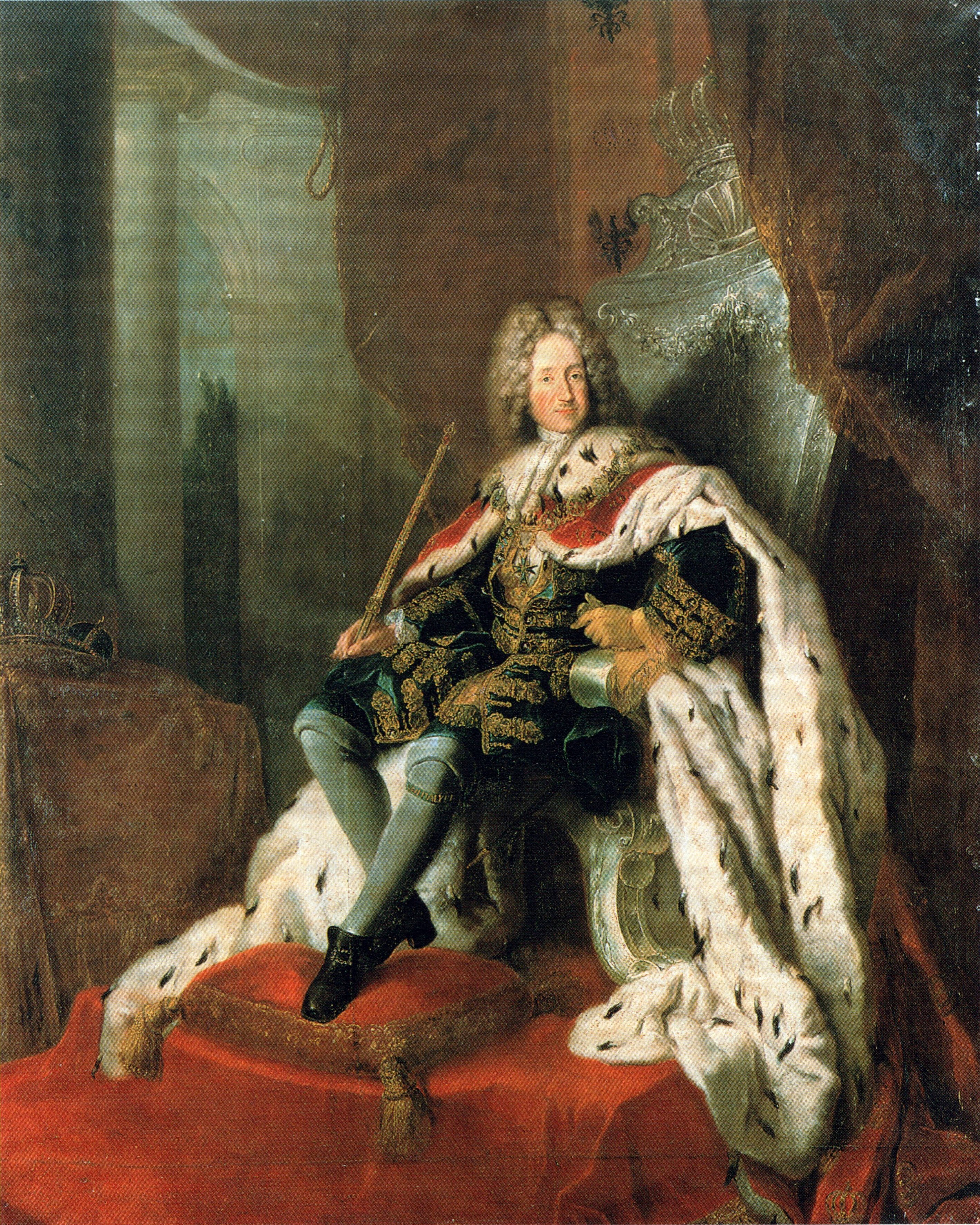
Friedrich I., Gründer der Akademie der Wissenschaften

Die Akademie führt ihre Tradition auf die im Jahr 1700 vom brandenburgischen Kurfürsten Friedrich III. nach einem Plan von Gottfried Wilhelm Leibniz gegründete Kurfürstlich Brandenburgische Societät der Wissenschaften zurück. Als Preußische Akademie der Wissenschaften gelangte sie zu Weltruhm.
Am 1. Juli 1946 wurde sie durch die Sowjetische Militäradministration in Deutschland als Deutsche Akademie der Wissenschaften in Ost-Berlin im früheren Gebäude der Preußischen Staatsbank in der Jägerstraße 21–23 wiedereröffnet. In der DDR fungierte sie sowohl als Gelehrtengesellschaft als auch, vergleichbar beispielsweise mit der Max-Planck-Gesellschaft in Westdeutschland, als Trägerorganisation einer Forschungsgemeinschaft von außeruniversitären Forschungsinstituten. Im Jahr 1972 erfolgte ihre Umbenennung in Akademie der Wissenschaften der DDR.
Im Zuge der Wiedervereinigung Deutschlands kam es zum Jahresende 1991 zur Auflösung der DDR-Akademie sowie zur nachfolgenden Neukonstituierung der Berlin-Brandenburgischen Akademie der Wissenschaften (BBAW) gemäß Staatsvertrag der Bundesländer Berlin und Brandenburg vom 21. Mai 1992 als rechtsfähige Körperschaft des öffentlichen Rechts mit dem Recht der Selbstverwaltung. 1993 nahm sie unter der Leitung des Gründungspräsidenten Hubert Markl ihre Tätigkeit auf. Akademiepräsident ist seit 2020 Christoph Markschies. Die Institution hat ihren Hauptsitz in Berlin in der Jägerstraße 22–23, einem ehemaligen Bankgebäude, das bis 1945 die Preußische Seehandlung beherbergte.
80 Nobelpreisträger prägen die Geschichte der Akademie und ihrer Vorgängerinstitutionen. Heute ist sie mit rund 400 gewählten Mitgliedern eine Fach- und Ländergrenzen überschreitende Wissenschaftlervereinigung und trägt eine besondere Verantwortung für den Wissenschaftsstandort in der Hauptstadtregion. In interdisziplinären Arbeitsgruppen befassen sich die Akademiemitglieder mit Zukunftsfragen unserer Gesellschaft. Zudem werden derzeit 25 Akademienvorhaben Erschließung und Sicherung des kulturellen Erbes sowie zahlreiche Drittmittelprojekte gefördert. Mit rund 400 Mitarbeitern ist die Akademie die größte außeruniversitäre Forschungseinrichtung in Berlin-Brandenburg. International ist sie vertraglich mit rund 20 Akademien auf vier Kontinenten vernetzt.
Sie hat mit der Deutschen Akademie der Naturforscher Leopoldina die Junge Akademie gegründet, eine international singuläre Form der Förderung des exzellenten Nachwuchses. Seit 2008 nimmt die BBAW unter Leitung der Leopoldina mit acatech (Deutsche Akademie der Technikwissenschaften) sowie den anderen mit ihr in der Union der deutschen Akademien der Wissenschaften zusammengeschlossenen Akademien Aufgaben der Nationalakademie wahr, insbesondere im Bereich der Politikberatung. 2010 wurde mit Unterstützung der BBAW die Global Young Academy gegründet, die sich als Akademie für junge Wissenschaftler aus der ganzen Welt versteht. Die Arab-German Young Academy of Sciences and Humanities (AGYA) wurde auf Initiative der Jungen Akademie an der BBAW 2013 gegründet und dient dem Austausch von Wissenschaftlern mit der arabischen Welt.
Es besteht eine anhaltende Kontroverse, ob die Leibniz-Sozietät der Wissenschaften oder die Berlin-Brandenburgische Akademie der Wissenschaften als die legitime Nachfolge-Organisation der im Jahre 1700 gegründeten Societät der Wissenschaften zu betrachten ist. Die Leibniz-Sozietät beruft sich auf die personelle Kontinuität, die Berlin-Brandenburgische Akademie der Wissenschaften auf den politischen Auftrag.

## Standorte

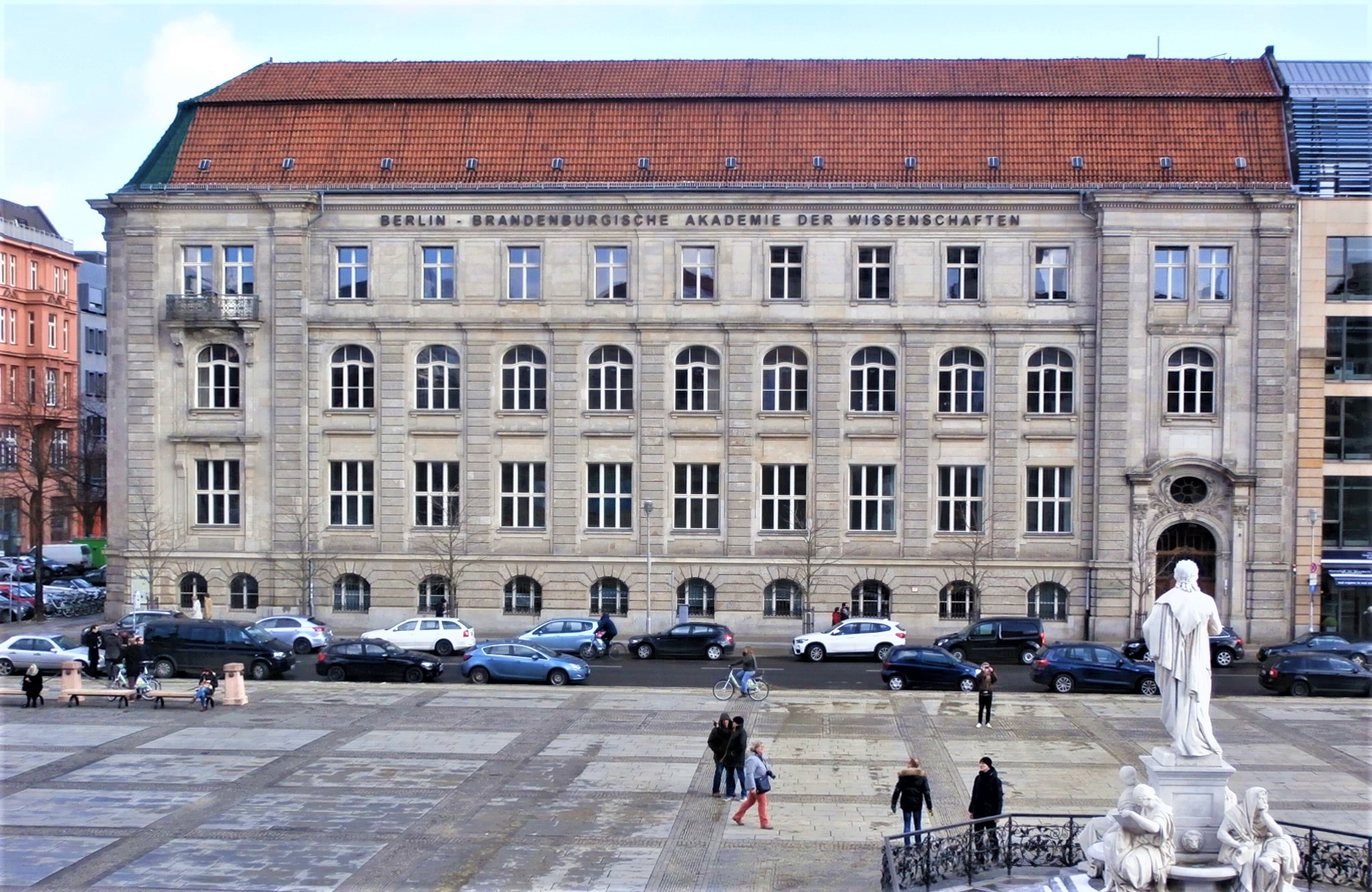
Standort Jägerstraße 22/23 (ehemalige Preußische Staatsbank) in Berlin-Mitte

Das Haus Jägerstraße 22/23 ist das älteste erhaltene Gebäude der Randbebauung am Berliner Gendarmenmarkt. Es entstand in den Jahren 1901–1903 im Auftrag der Seehandlungsgesellschaft und späteren Preußischen Staatsbank nach Plänen und unter Leitung des Architekten Paul Kieschke. Das dreigeschossige Bauwerk im Stil des Neobarock an der Jägerstraße ist mit einer Sandsteinfassade ausgestattet. Die Schmuckwerke am Haus wurden 1936–1940 reduziert. Im Inneren gab es in diesen Jahren dadurch Veränderungen, dass ein viergeschossiger Verwaltungsbau angegliedert wurde (Nummer 23). Dieser besitzt eine Muschelkalkstein-Verkleidung und entstand nach Entwurf von Hubert Lütcke.

Im großen Bankraum wurden anlässlich der Umnutzung für die Akademie (nach dem Zweiten Weltkrieg) die früheren Wände samt Säulen baulich verkleidet. Darauf kamen dann Schmuckwerke im zeitgenössischen Verständnis, beispielsweise im Jahr 1984 ein Steinrelief von Jürgen Karnopp.
Weitere Standorte sind die ehemalige Preußische Staatsbibliothek Unter den Linden 8 in Berlin-Mitte und das ehemalige Haus Stichnote Am Neuen Markt 8 in Potsdam.

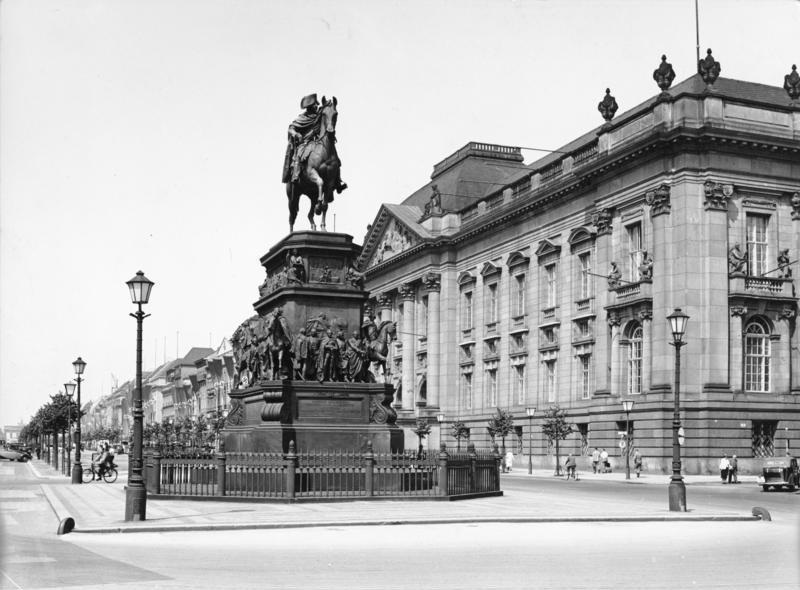
Standort Unter den Linden 8 in Berlin-Mitte (ehemalige Preußische Staatsbibliothek)
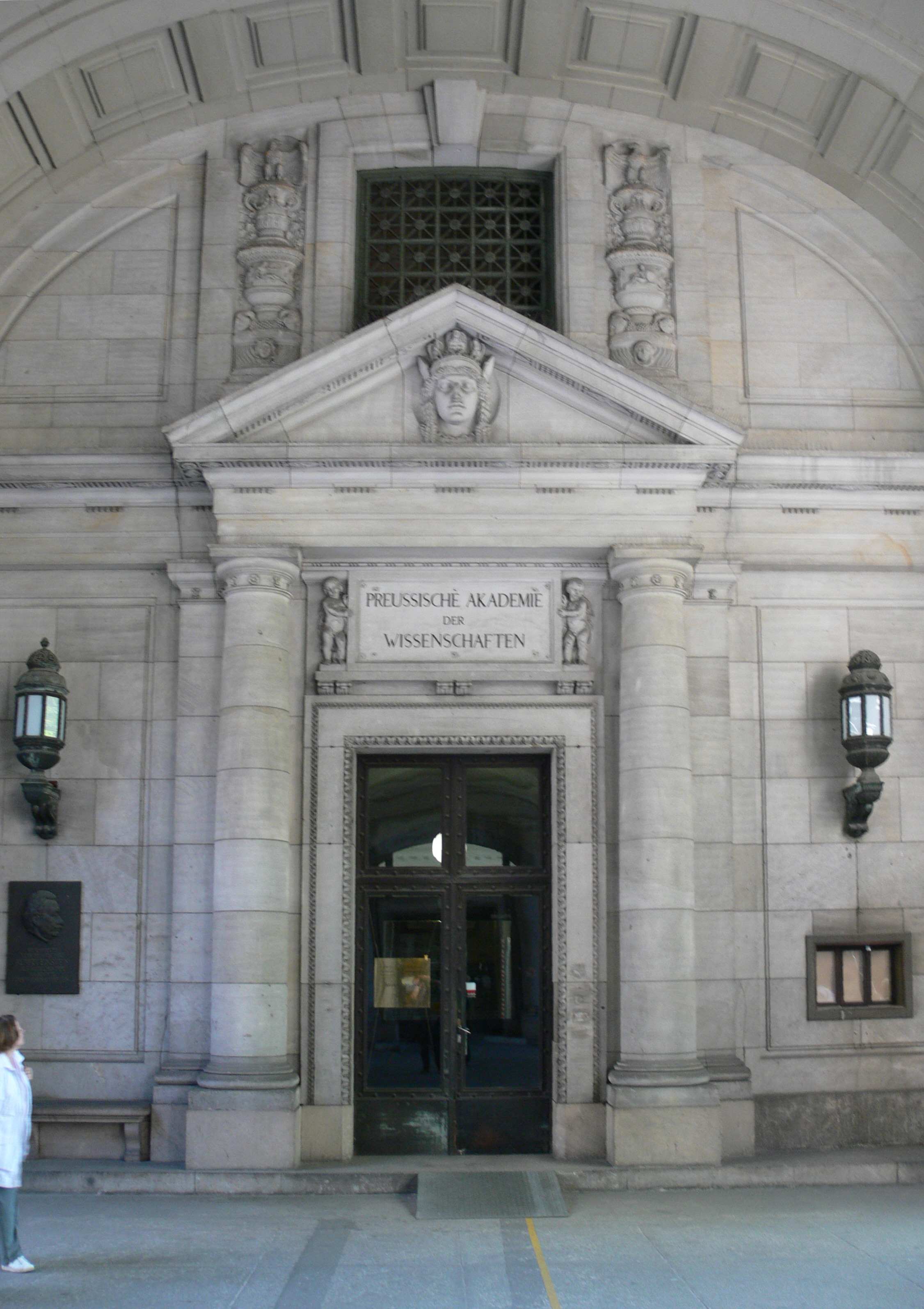
Eingang zur Akademie der Wissenschaften an der Staatsbibliothek Unter den Linden
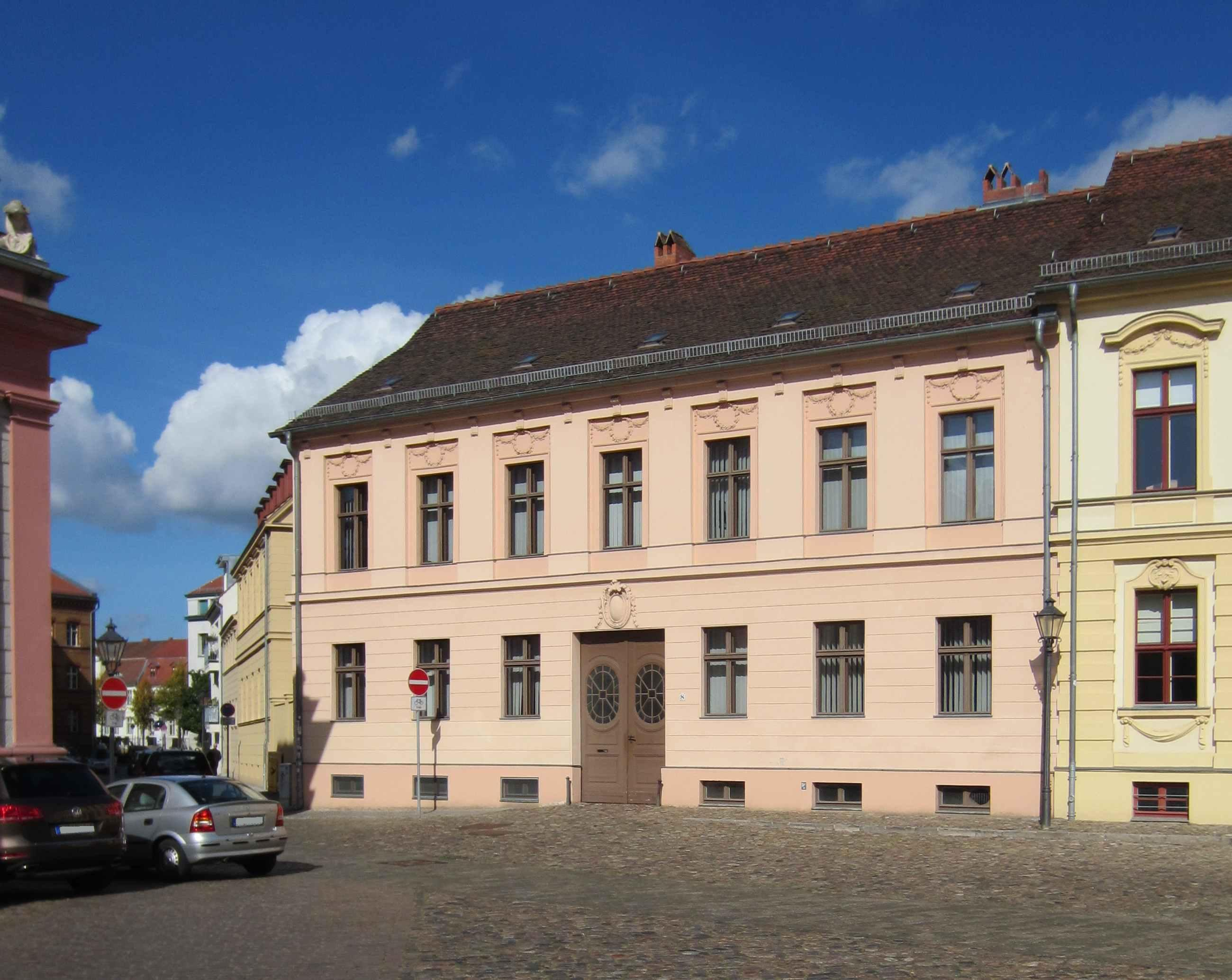
Standort Am Neuen Markt 8 in Potsdam (ehemaliges Haus Stichnote)

## Aktivitäten

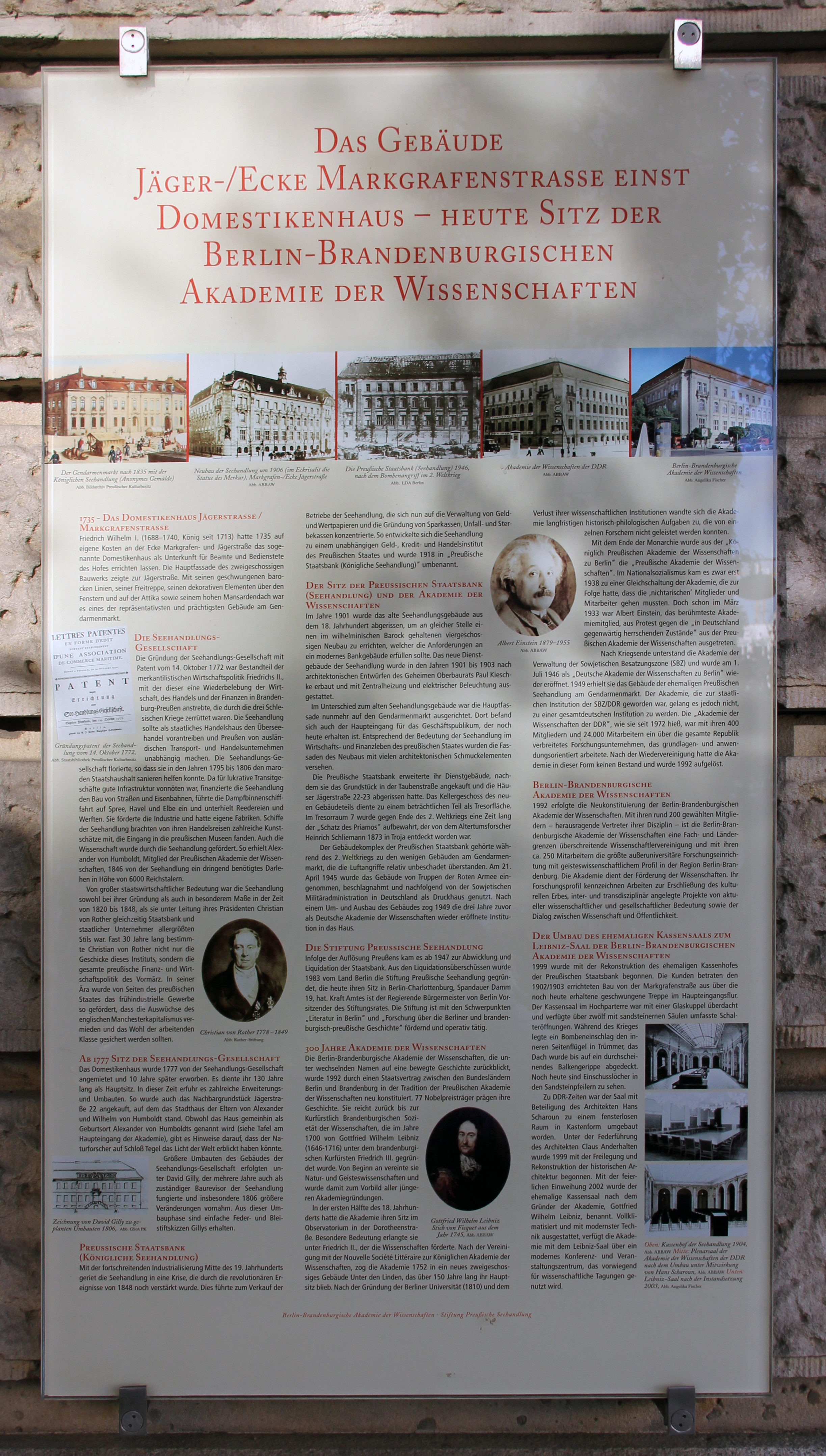
Gedenktafel am Haus Markgrafenstraße 38 in Berlin-Mitte

25 Akademienvorhaben und eine Vielzahl von Drittmittelprojekten machen die Akademie zur größten außeruniversitären Forschungseinrichtung mit geisteswissenschaftlichem Profil in der Region. Zu ihren Projekten gehören große deutsche und fremdsprachige Wörterbücher, die Edition von Texten und Quellen aus Antike, Mittelalter und Neuzeit, der Werke von „Klassikern“ unterschiedlicher Wissenschaftsbereiche sowie Dokumentationen.
Die Akademie bündelt inhaltlich verwandte kurz- und langfristige Forschungsvorhaben in Zentren, die zur intensiveren Kooperation zwischen den Vorhaben und mit universitären und außeruniversitären Einrichtungen beitragen und die Sichtbarkeit der Akademieforschung erhöhen sollen. Zu den Zentren gehören das Zentrum Sprache, dem das Vorhaben Digitales Wörterbuch der deutschen Sprache zugeordnet ist oder das Mittelalterzentrum, das u. a. an dem Vorhaben Monumenta Germaniae Historica beteiligt ist.
In interdisziplinären Arbeitsgruppen und Initiativen befassen sich Akademiemitglieder gemeinsam mit externen Fachkollegen und Nachwuchswissenschaftlern mit Zukunftsfragen unserer Gesellschaft. Mit den als Forschungsberichte, Memoranden und Empfehlungen vorgelegten Ergebnissen und deren öffentlicher Diskussion leistet die Akademie einen aktiven Beitrag zur Politik- und Gesellschaftsberatung.

### Laufende und abgeschlossene Akademienvorhaben
Die Akademienvorhaben sind Teil des von Bund und Ländern geförderten Akademienprogramms, das der Erhaltung, Sicherung und Vergegenwärtigung unseres kulturellen Erbes dient. Koordiniert wird das Programm von der Union der Deutschen Akademien der Wissenschaften. Zu den laufenden und abgeschlossenen Vorhaben gehören
- Alexander-von-Humboldt-Forschungsstelle (2014 geschlossen)[12]
- Alexander von Humboldt auf Reisen – Wissenschaft aus der Bewegung
- Census of Antique Works of Art and Architecture Known in the Renaissance (abgeschlossen)
- Corpus Coranicum
- Corpus Inscriptionum Latinarum
- Corpus Medicorum Graecorum/Latinorum (abgeschlossen)
- Corpus Vitrearum Medii Aevi
- Deutsche Texte des Mittelalters (DTM) (abgeschlossen)
- Deutsches Wörterbuch von Jacob Grimm und Wilhelm Grimm (abgeschlossen)
- Digitales Wörterbuch der deutschen Sprache
- Goethe-Wörterbuch
- Inscriptiones Graecae
- Jahresberichte für deutsche Geschichte (abgeschlossen)
- Marx-Engels-Gesamtausgabe
- Im Vorhaben Monumenta Germaniae Historica werden im Rahmen der Editionsreihe Monumenta Germaniae Historica Quellen zur Verfassungsgeschichte des Römisch-deutschen Kaiserreiches im 14. Jahrhundert textkritisch und kommentiert herausgegeben.[13]
- Prosopographia Imperii Romani (abgeschlossen)
- Im Vorhaben Turfanforschung werden seit 1992 die auf den Deutschen Turfanexpeditionen erworbenen iranischen und alttürkischen Fragmente ediert.

### Laufende Drittmittelprojekte
Zu den zahlreichen laufenden Drittmittelprojekten gehört unter anderem das Corpus Nummorum Thracorum.

### Regelmäßige Veranstaltungen
Die Akademie organisiert eine Vielzahl von einmalig oder regelmäßig stattfindenden Veranstaltungen, darunter Vorlesungsreihen wie die Akademievorlesungen oder die Ernst-Mayr-Lecture, Thementage wie den Einsteintag oder den Leibniztag, die Berliner Religionsgespräche oder den Salon Sophie Charlotte.

### edoc-Server der Bibliothek der Akademie
Zur elektronischen Langzeitarchivierung der Publikationen von Mitarbeitern und für Publikationen aus Akademievorhaben verfügt die BBAW über eine elektronische Plattform, den edoc-Server. Der Server wird von der Bibliothek der Akademie betrieben.

### Junge Akademie/Global Young Academy/Arab-German Young Academy
Gemeinsam mit der Leopoldina gründete die Berlin-Brandenburgische Akademie der Wissenschaften im Juni 2000 die Junge Akademie. Ihre Mitgliederzahl ist auf maximal 50 begrenzt. Zu Mitgliedern für fünf Jahre werden herausragende Vertreter aus dem promovierten wissenschaftlichen Nachwuchs gewählt. Die Junge Akademie hat vorrangig die Aufgaben, den insbesondere interdisziplinär ausgerichteten wissenschaftlichen Diskurs unter herausragenden Nachwuchswissenschaftlern zu pflegen und Initiativen an den Schnittstellen von Wissenschaft und Gesellschaft zu fördern.
2010 wurde mit Unterstützung der BBAW die Global Young Academy gegründet, die sich als Akademie für junge Wissenschaftler aus der ganzen Welt versteht. Die Arab-German Young Academy of Sciences and Humanities (AGYA) wurde auf Initiative der Jungen Akademie an der BBAW 2013 gegründet und dient dem Austausch von Wissenschaftler mit der arabischen Welt.

## Preise und Auszeichnungen
Derzeit:
- Ehrenmitgliedschaft der Berlin-Brandenburgischen Akademie der Wissenschaften
- Helmholtz-Medaille
- Leibniz-Medaille
- Akademiepreis der Berlin-Brandenburgischen Akademie der Wissenschaften
- Preis der Berlin-Brandenburgischen Akademie der Wissenschaften (gestiftet von der Commerzbank-Stiftung)
- Preis der Berlin-Brandenburgischen Akademie der Wissenschaften (gestiftet von der Monika Kutzner-Stiftung zur Förderung der Krebsforschung)
- Technikwissenschaftlicher Preis der Berlin-Brandenburgischen Akademie der Wissenschaften (gestiftet vom Unternehmen Biotronik, erstmals verliehen 2010)[18]
- Walter de Gruyter-Preis der Akademie für herausragende wissenschaftliche Leistungen in einem Themenbereich von Walter de Gruyter (Verlag), vorzugsweise der Geisteswissenschaften
- Preis der Berlin-Brandenburgischen Akademie der Wissenschaften (gestiftet von der Peregrinus-Stiftung Rudolf Meimberg)

Früher:
- Akademiestipendium der Berlin-Brandenburgischen Akademie der Wissenschaften (letztmals 2006)
- Eva und Klaus Grohe-Preis der Berlin-Brandenburgischen Akademie der Wissenschaften
- Preis der Berlin-Brandenburgischen Akademie der Wissenschaften (gestiftet vom Verlag de Gruyter) (letztmals 2006)
- Preis der Berlin-Brandenburgischen Akademie der Wissenschaften (gestiftet von der Gottlieb Daimler- und Karl Benz-Stiftung) (letztmals 2005)
- Kant-Medaille (verliehen seit 2010) für Persönlichkeiten, die sich in herausragender Weise um die Förderung von Bildung und Wissenschaft im internationalen Kontext verdient gemacht haben[19]
- Sigrid und Heinz Hannse-Preis der Berlin-Brandenburgischen Akademie der Wissenschaften für besondere Leistungen auf dem Gebiet der Gendermedizin

Mittelbar über die Berlin-Brandenburgische Akademie der Wissenschaften vergab deren Substruktur, der Interdisziplinäre Forschungsverbund Digital Humanities in Berlin (if|DH|b), von 2015 bis 2018 den Berliner Digital Humanities Preis.

## Publikationen

### Schriftenreihen und Zeitschriften
- Jahresmagazin (Fortsetzung von Die Akademie am Gendarmenmarkt)
- Jahrbuch
- Denkanstöße aus der Akademie
- Wissenschaftspolitik im Dialog
- Gentechnologiebericht
- #VerantwortungKI – Künstliche Intelligenz und gesellschaftliche Folgen
- Debatte
- Von 1998 bis 2015 gab die BBAW die vierteljährlich erscheinende Zeitschrift Gegenworte. Hefte für den Disput über Wissen heraus,[21] die vom damaligen Präsidenten Dieter Simon gegründet wurde.[22]

### Einzelveröffentlichungen
- Christoph Markschies, Ernst Osterkamp (Hrsg.): Vademekum der Inspirationsmittel. [Im Rahmen des Jahresthemas 2011/2012 „ArteFakte – Wissen ist Kunst, Kunst ist Wissen“.] Wallstein, Göttingen 2012, ISBN 978-3-8353-1231-9.
- Friedrich Daniel Ernst Schleiermacher: Vorlesungen zur Hermeneutik und Kritik. Kritische Gesamtausgabe, 2. Abt., Band 4. Herausgegeben von  Wolfgang Virmond. De Gruyter, Berlin/Boston 2012, ISBN 978-3-11-025244-6.
- Der Präsident der Berlin-Brandenburgischen Akademie der Wissenschaften Günter Stock (Hrsg.): Erbe und Zukunft / Heritage and the Future. Akademievorhaben, interdisziplinäre Arbeitsgruppen und Forschungsprojekte der Berlin-Brandenburgischen Akademie der Wissenschaften. Redaktion: Andreas Schmidt, Übersetzung: Orla Mulholland. Berlin-Brandenburgische Akademie der Wissenschaften, Berlin 2012, ISBN 978-3-939818-33-5.
- Der Präsident der Berlin-Brandenburgischen Akademie der Wissenschaften (Hrsg.): Vertrieben aus rassistischen Gründen: die Akademie der Wissenschaften 1933–1945. Ausstellung im Rahmen des Berliner Themenjahres 2013 „Zerstörte Vielfalt. Berlin 1933 – 1938 – 1945“. [Katalog; Recherche, Konzeption, Text: Peter Nötzoldt. Red.: Andreas Schmidt.] Berlin-Brandenburgische Akademie der Wissenschaften, Berlin 2014, ISBN 978-3-939818-48-9.
- Constanze Breuer, Bärbel Holtz, Paul Kahl (Hrsg.): Die Musealisierung der Nation. Ein kulturpolitisches Gestaltungsmodell des 19. Jahrhunderts. [Vorträge der Tagung „Kultur – Politik – Museum. Musealisierung von Monarchie, (Vater-)Land und Nation im Deutschsprachigen Kulturraum des 19. Jahrhunderts“ (2013).] de Gruyter Oldenbourg, Berlin / Boston [2015], ISBN 978-3-11-036242-8. (auszugsweises Digitalisat).
- Stephan Leibfried, Christoph Markschies, Ernst Osterkamp, Günter Stock (Hrsg.): Berlins wilde Energien. Portraits aus der Geschichte der Leibnizschen Wissenschaftsakademie. De Gruyter, Berlin/Boston 2015, ISBN 978-3-11-037598-5.